# 장연초등학교 광진분교
장연초등학교 광진분교는 대한민국 충청북도 괴산군 장연면 충민로 1675 (광진리)에 있었던 공립 초등학교이다.

## 연혁
- 1944년 9월 1일 장연국민학교 방곡분교장 개교(1학급 편성)
- 1954년 7월 20일 장연국민학교 광진분교장으로 개칭, 이전(2학급편성)
- 1957년 4월 1일 광진국민학교로 승격인가(5학급 편성)
- 1984년 6월 25일 병설유치원 개원(1학급 편성)
- 1996년 3월 1일 광진초등학교로 개칭
- 1999년 2월 13일 제40회 졸업식 거행(졸업생 12명)
- 1999년 9월 1일 장연초등학교 광진분교로 개칭
- 2005년 3월 1일 장연초등학교로 통폐합